# Tartiflette
Tartiflette er en type kartoffelgratin med reblochonost fra Haute-Savoie. Opskriften kan variere, men typisk lægger man et lag kolde, kogte skiveskårne kartofler i et ildfast fad, så et lag stegt løg og bacon og  til sidst yderligere et lag kartoffel, hvorefter man hælder fløde eller crème fraîche over. Endelig dækkes det hele med stykker af osten reblochon, hvorefter en eller et par dl tør hvidvin hældes over anretningen, som gratineres i ovn.

## Oprindelse
Den moderne opskrift bygger på pela, en traditionel kartoffelgratin med løg og ost, som blev fremstillet i en speciel støbejernspande med langt skaft, som på arpitan kaldtes netop pela (jf. det franske poêle, pande). Opskriften blev i 1980'erne ajourført af Syndicat Interprofessionnel du Reblochon for at øge salget af reblochon. Navnet tartiflette kommer af det savoyardiske ord for kartoffel tartiflâ, som også forekommer på provencalsk i formen tartifle.